# Nereis margarita
Nereis margarita är en ringmaskart som beskrevs av Montagu 1804. Nereis margarita ingår i släktet Nereis och familjen Nereididae. Inga underarter finns listade i Catalogue of Life.